# Sertularia flowersi
Sertularia flowersi är en nässeldjursart som först beskrevs av Nutting 1904.  Sertularia flowersi ingår i släktet Sertularia och familjen Sertulariidae. Inga underarter finns listade i Catalogue of Life.